# Sam de Grand
Sam de Grand (5 oktober 2004) is een Nederlands voetballer die sinds januari 2023 onder contract ligt bij Lommel SK.

## Clubcarrière
De Grand was amper één maand oud toen hij van Nederland naar België verhuisde omwille van de job van zijn vader. Via OH Leuven belandde hij bij de jeugdopleiding van RSC Anderlecht. In 2017 maakte hij de overstap naar KRC Genk. In april 2021 ondertekende hij een contract tot medio 2024 bij Genk. In het seizoen 2021/22 nam hij met de U19 van Genk deel aan de UEFA Youth League: in de heenwedstrijd van de tweede ronde tegen MTK Boedapest liet trainer Hans Somers hem in de 90e minuut invallen voor Madi Monamay.
Op 11 september 2022 maakte hij zijn profdebuut in het shirt van Jong Genk, het beloftenelftal van Genk dat vanaf het seizoen 2022/23 aantreedt in Eerste klasse B: op de vijfde competitiespeeldag liet trainer Hans Somers hem in de 0-1-nederlaag tegen Excelsior Virton in de 76e minuut invallen voor Jay-Dee Geusens. Op 9 december 2022 kreeg hij zijn eerste basisplaats in Eerste klasse B: in de 1-2-nederlaag tegen Club NXT speelde hij een volledige wedstrijd mee.
Op 31 januari 2023 ondertekende De Grand, die in het seizoen 2022/23 vier wedstrijden voor Genk speelde in de UEFA Youth League, een contract tot medio 2025 bij Lommel SK. Op 12 maart 2023 maakte hij zijn officiële debuut voor Lommel, uitgerekend tegen Jong Genk. In de play-downs lag hij in de balans met Rob Nizet, die eveneens op de slotdag van de wintertransfermercato werd gehaald: De Grand startte in zes van de tien wedstrijden, Nizet in de vier andere. In het seizoen 2023/24 won De Grand de concurrentiestrijd met de Belg.

## Clubstatistieken
| Seizoen         | Club            | Land            | Competitie      | Competitie | Competitie | Beker | Beker | Supercup | Supercup | Europees | Europees | Totaal | Totaal |
| Seizoen         | Club            | Land            | Competitie      | Wed.       | Dlp.       | Wed.  | Dlp.  | Wed.     | Dlp.     | Wed.     | Dlp.     | Wed.   | Dlp.   |
| --------------- | --------------- | --------------- | --------------- | ---------- | ---------- | ----- | ----- | -------- | -------- | -------- | -------- | ------ | ------ |
| 2022/23         | Jong Genk       | Vlag van België | Eerste klasse B | 2          | 0          | —     | —     | —        | —        | —        | —        | 2      | 0      |
| 2022/23         | Lommel SK       | Vlag van België | Eerste klasse B | 6          | 0          | 0     | 0     | —        | —        | —        | —        | 6      | 0      |
| 2023/24         | Lommel SK       | Vlag van België | Eerste klasse B | 15         | 0          | 1     | 0     | —        | —        | —        | —        | 16     | 0      |
| Carrière totaal | Carrière totaal | Carrière totaal | Carrière totaal | 23         | 0          | 1     | 0     | 0        | 0        | 0        | 0        | 24     | 0      |

Bijgewerkt op 21 januari 2024.

## Interlandcarrière
In maart 2022 werd De Grand door Martijn Reuser, bondscoach van Nederland –18, opgeroepen voor een drielandentoernooi tegen Frankrijk en Duitsland. Tegen Frankrijk (2-1-verlies) kreeg hij geen speelminuten, maar tegen Duitsland (1-4-winst) kreeg hij een basisplaats. De Grand bedankte met een doelpunt in de achtste minuut.
1 Fiermarín ·
3 Lemoine ·
4 Wuytens ·
5 Kis ·
6 Neven  ·
7 Henkens ·
8 Rosa ·
9 Saito ·
10 Agyepong ·
11 Kadiri ·
12 Lambrix ·
14 Tolinsson ·
16 Verschueren ·
17 Belghali ·
18 Þórðarson ·
19 Arzani ·
20 De Busser ·
21 Troonbeeckx ·
22 Kabongo ·
23 Vandersmissen ·
24 Boussouf ·
25 Aminu ·
27 Caio Roque ·
28 Anello ·
29 Aguilar ·
32 Talvitie ·
Coach: Van der Veen